# Mohamed Bacar
Överste Mohamed Bacar, född 5 maj 1962, tog 2001 makten på ön Anjouan och utropade öns självständighet från Komorerna. Han lät sig, i juni 2007, väljas till öns president, utan att bli erkänd som sådan av några andra länder.
Komoriska styrkor, med förstärkning från Afrikanska unionen (AU), lyckades först i mars 2008 återta kontrollen över ön och tvinga Bacar att, utklädd i kvinnokläder, fly till grannön Mayotte.